# بحيرة مطيرة

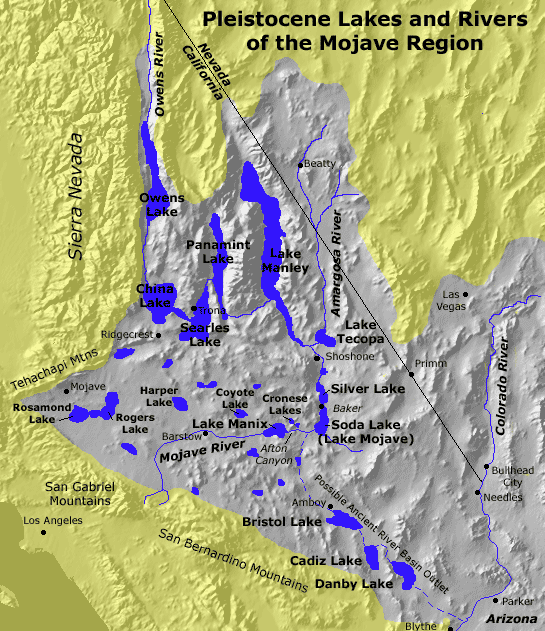
بحيرات وأنهار البليستوسين المطيرة في صحراء موهاڤي

البحيرة المطيرة هي بحيرة مغلقة حيث أنها تمتلئ بمياة الأمطار في أوقات التجلد عندما يزداد هطول الأمطار، البحيرات المطيرة التي تبخرت وجفت قد يتم الإشارة إليها بالبحيرات الجوفية القديمة.